# 17 Eskadra Wywiadowcza

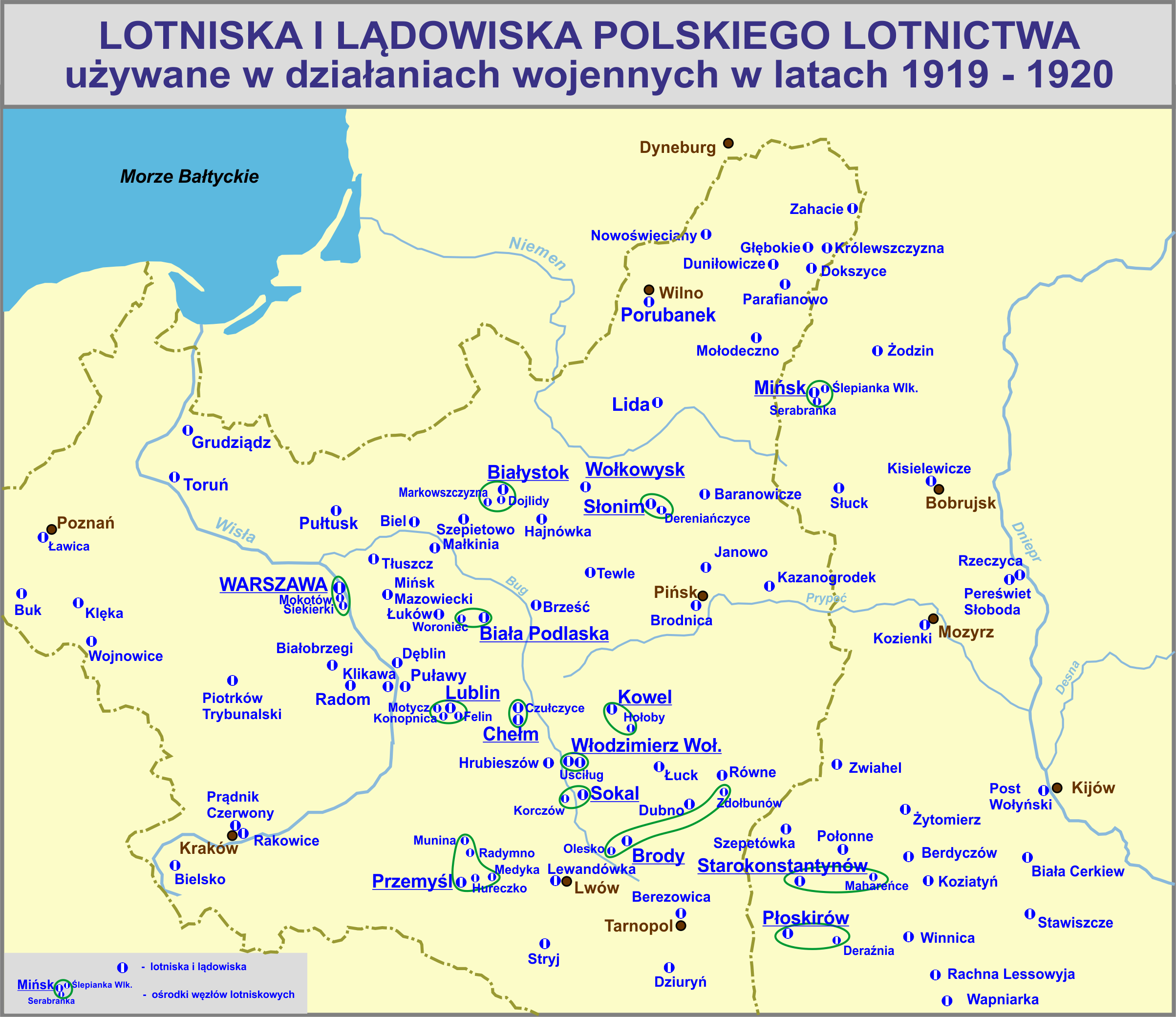

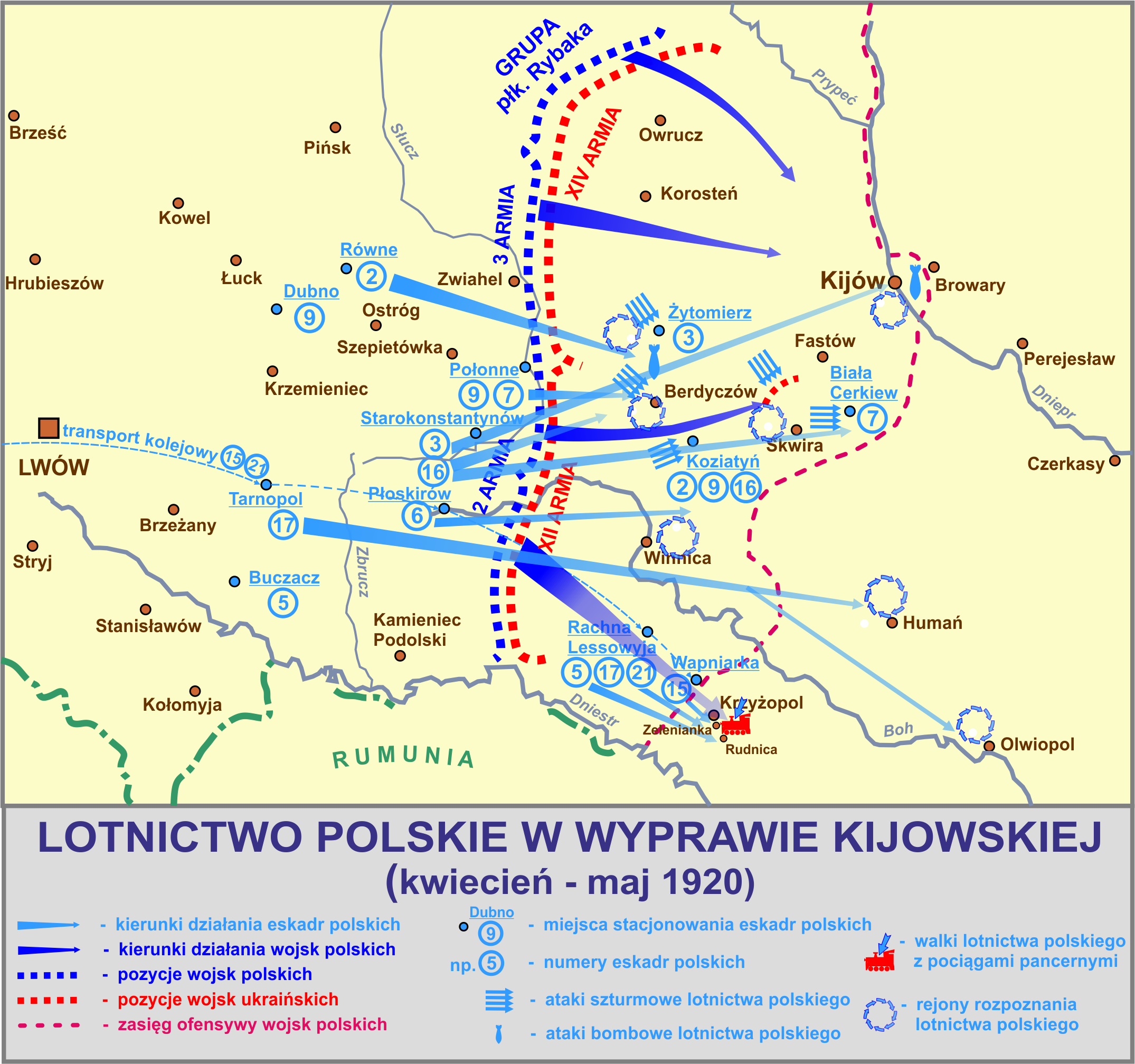

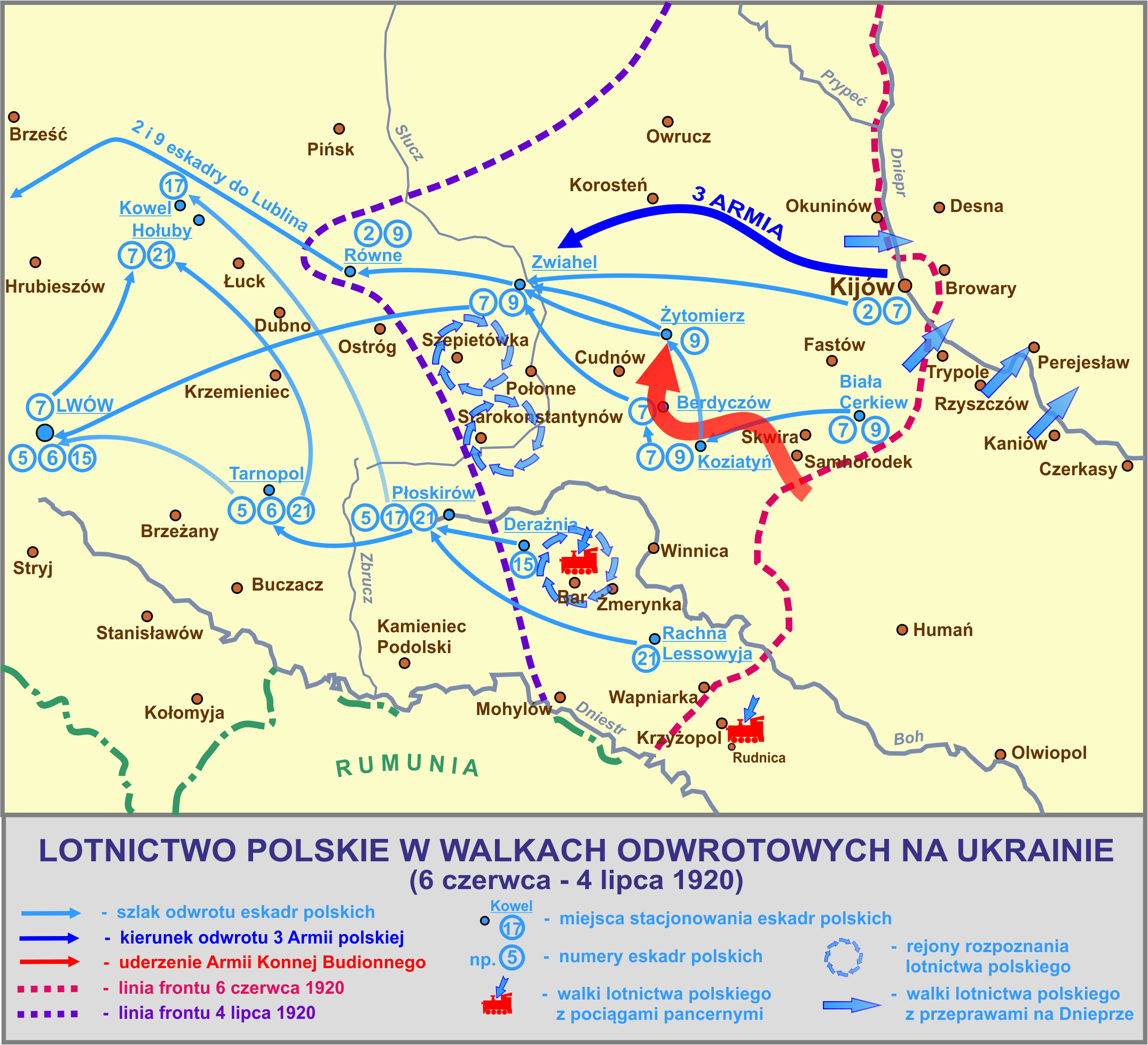

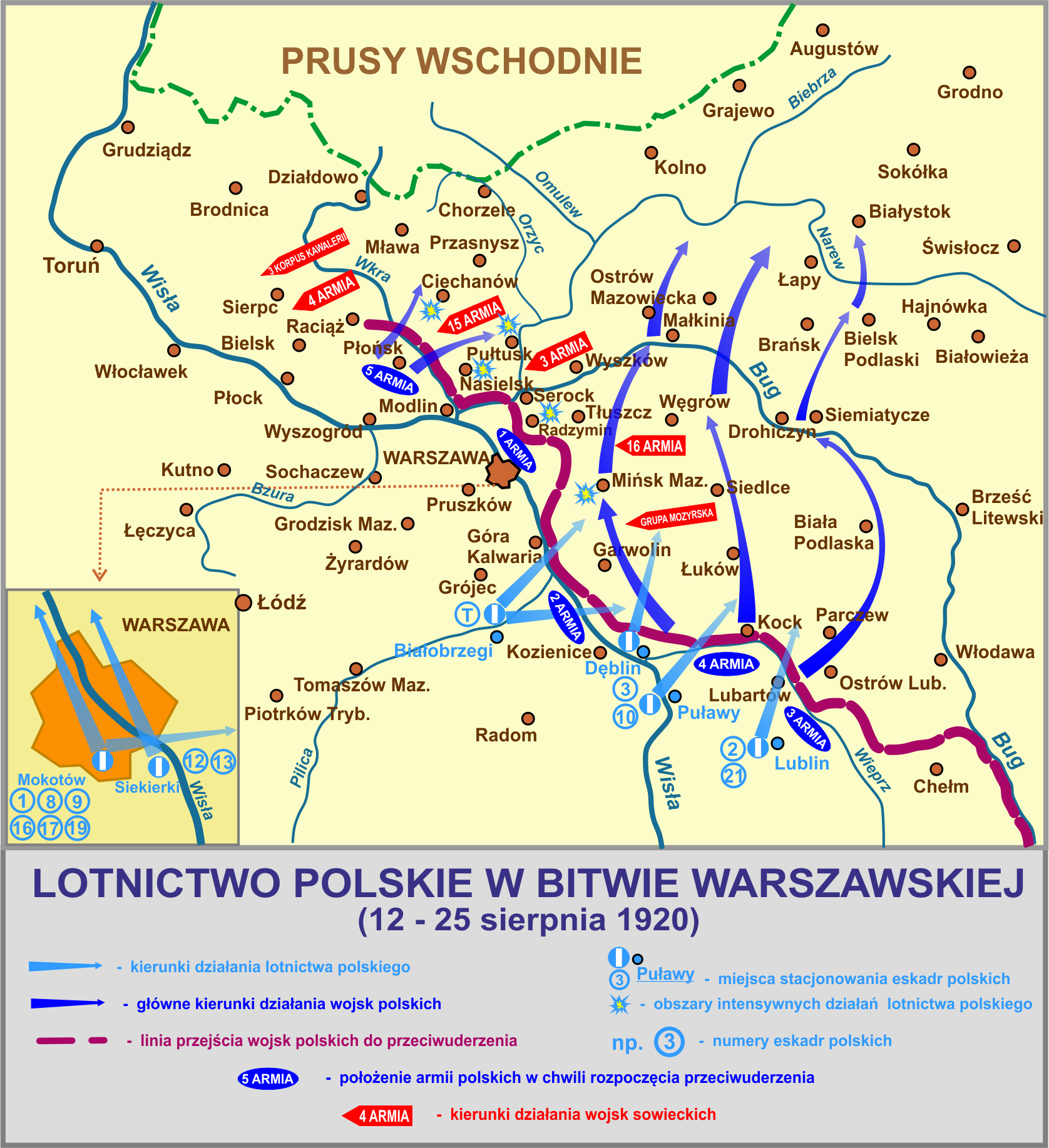

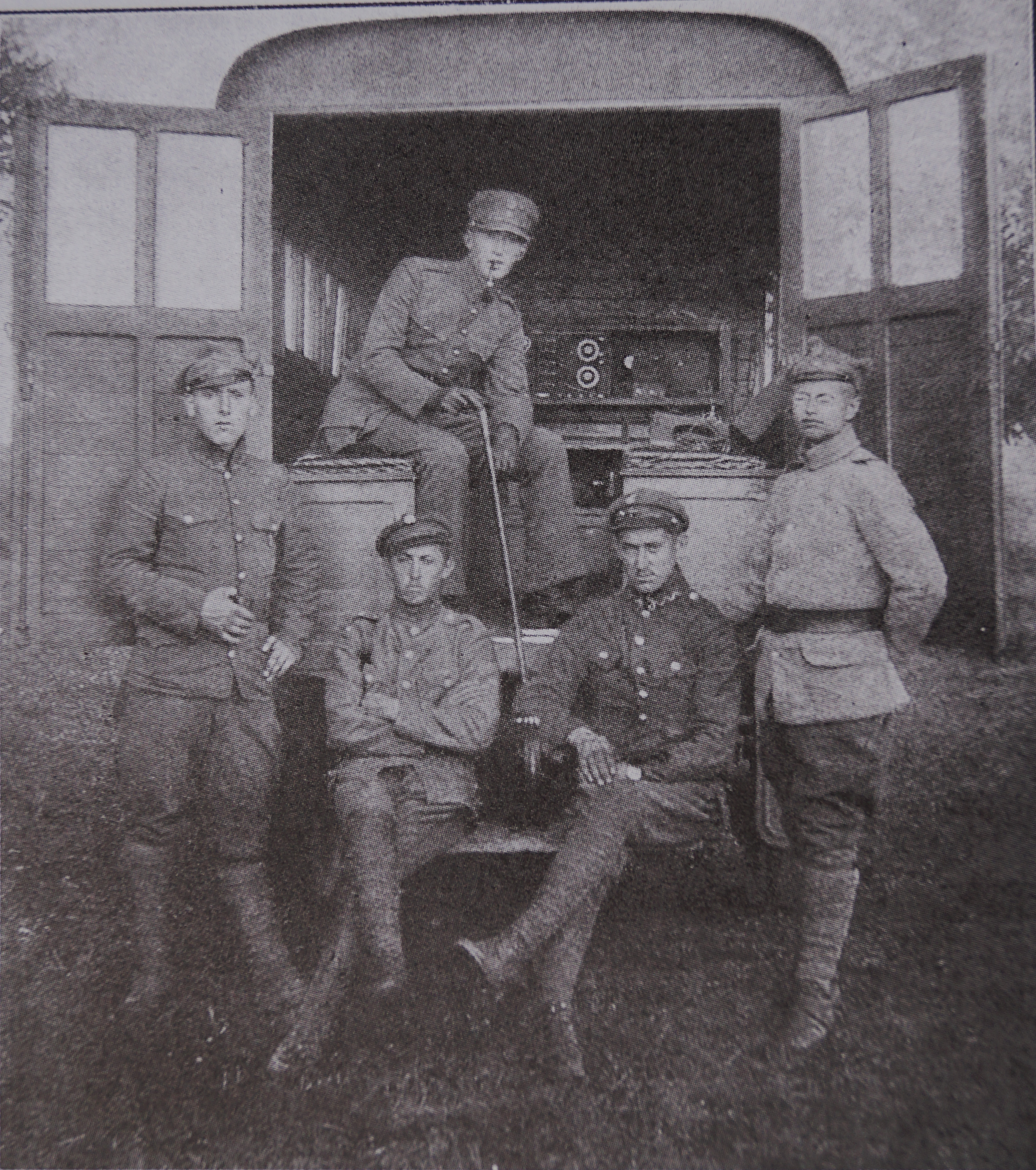
Przyczepka radio 17-ej eskadry jako pozostałość po eskadrze francuskiej

17 eskadra wywiadowcza – pododdział lotnictwa Wojska Polskiego początków II Rzeczypospolitej.

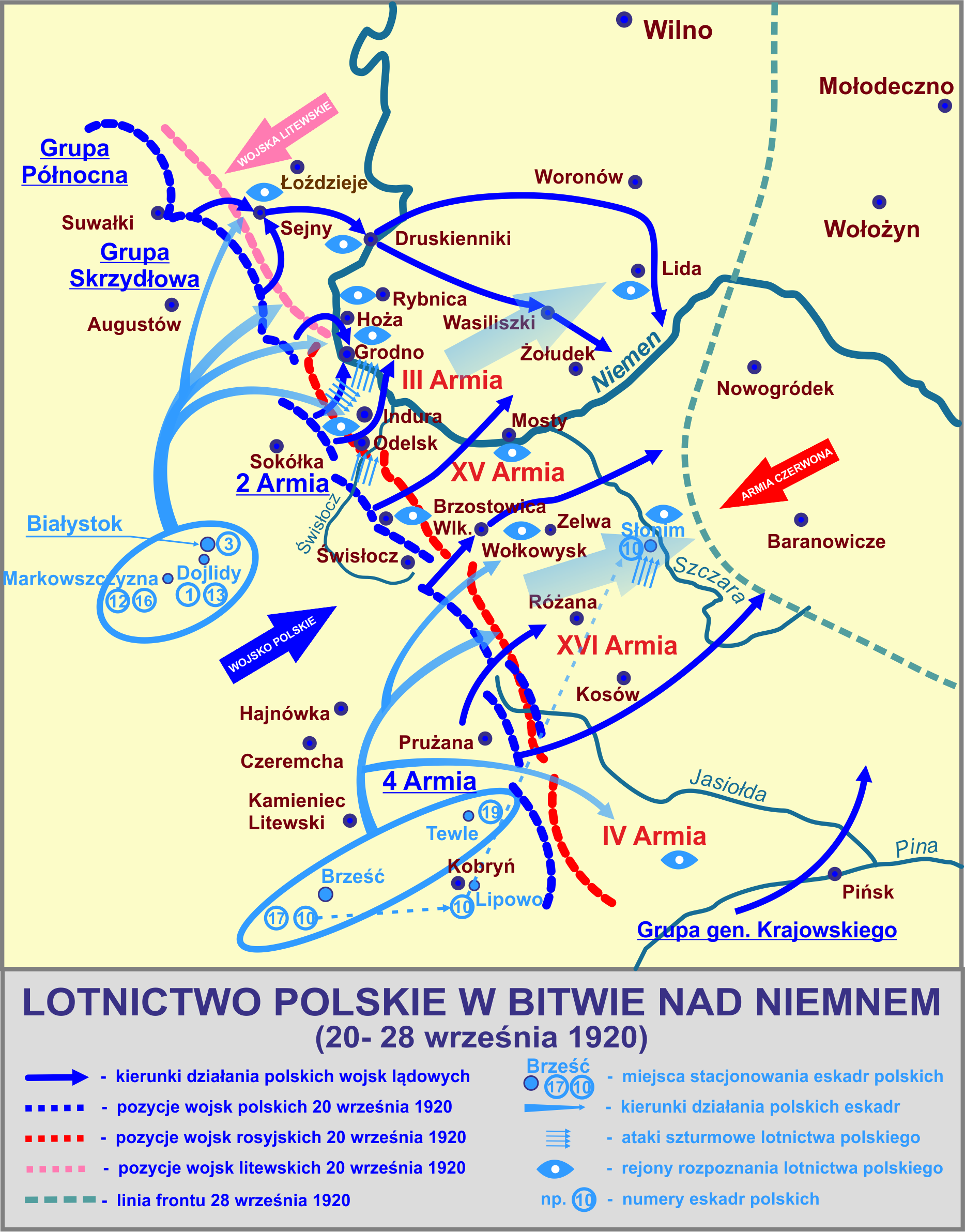

Eskadra utworzona została w 1919 na bazie francuskiej 59 eskadry Breguetów. Wzięła udział w wojnie polsko-bolszewickiej. W 1921 włączona do 6 eskadry wywiadowczej.

## Formowanie i zmiany organizacyjne i walki
W maju 1919 z Armią generała Hallera przyjechała do Polski 59 eskadra Breguetów. Początkowo stacjonowała na lotnisku mokotowskim w Warszawie, a następnie w Lublinie. Stąd startowała do wykonania zadań bojowych w ramach lądowej ofensywy na Łuck.
Wyposażona była w 10 pilotowanych przez Francuzów samolotów Breguet XIV A2.
Jednak ze względów politycznych wycofano ją z frontu do Krakowa.
We wrześniu przejęły ją władze polskie, a dowódcą eskadry mianowany został kpt. pil. Jan Strwiąż-Smolnicki.
Wykorzystując względny spokój na froncie, w okresie jesienno–zimowym eskadra prowadziła szkolenie personelu lotniczego i kompletowała polskie załogi. Na dzień 1 lutego 1920 wchodziła w skład V Grupy Lotniczej, posiadała 6 pilotów, 7 obserwatorów i 6 samolotów.

### Udział w wyprawie kijowskiej
W związku z przygotowywana ofensywą na Kijów, w marcu 1920 eskadrę Breguetów skierowano do Tarnopola, a w kwietniu przemianowano na 17 eskadrę wywiadowczą.
Organizacyjnie weszła w skład III dywizjonu lotniczego kpt. pil. Stefana Bastyra.
Na początku maja stacjonowała w m. Rachna Lessowyja.
Działalność bojową rozpoczęła startując z polowego lotniska w Płoskirowie.
Prowadziła prawie wyłącznie dalekie loty wywiadowcze w kierunku Humania, Birzuły i Olwopola, to jest na odległość przeszło 250 km od macierzystego lotniska. 18 kwietnia, podczas lotu próbnego na Breguecie 14 A2, startując z lotniska w Tarnopolu, zginął dowódca eskadry kpt. Jan Strwiąż-Smolnicki oraz mechanik Wierzbicki.

### Walki opóźniające
W czerwcu i lipcu oddziały polskie prowadziły walki obronno-opóźniające, a 1 Armia Konna Siemiona Budionnego, będąca głównym przeciwnikiem polskiej 6 Armii, znacznie udoskonaliła metody walki z lotnictwem i stała się jego groźnym przeciwnikiem. Kawalerzyści Budionnego zaczęli powszechnie używać sprzężonych karabinów maszynowych ustawionych na taczankach, organizując przy tym zasadzki z wykorzystaniem niewielkich pododdziałów kawalerii.
Jeszcze 10 czerwca 17 eskadra dysponowała 3 samolotami typu Breguet 14 A2.
Wobec odwrotu wojsk polskich, eskadra wróciła do Płoskirowa i dalej cofała się do Tarnopola.
W tym czasie szef lotnictwa Frontu Południowego wydzielił z eskadry trzy załogi wraz z samolotami do obsługi lotniska Kowel. Z powodu defektu silnika, dwie załogi nie doleciały do miejsca przeznaczenia, a trzecia w składzie: por. obs. Jan Petrażycki i sierż. pil. Władysław Wójtowski, po osiągnięciu celu, została przydzielona do dyspozycji sztabu frontu. W ciągu 9 lotnych dni załoga ta zrealizowała 14 zadań, głównie wywiadowczych i łącznościowych.
Pozbawiona ostatniego samolotu, eskadra w połowie lipca 1920 powróciła do Krakowa. Tu otrzymała kilka starych poaustriackich szkolnych samolotów pochodzących z zasobów szkoły pilotów.
Tak uzbrojona odleciała do Radomia, a później do Warszawy.

### Udział w Bitwie Warszawskiej
W ramach przygotowań do operacji znad Wieprza Naczelne Dowództwo Wojska Polskiego zarządziło koncentrację eskadr polskiego lotnictwa wojskowego w dwóch rejonach: lotnictwa 1. i 5 Armii – na lotniskach warszawskich (Mokotów i Siekierki), a lotnictwa 2., 3. i 4 Armii na lotniskach Radomia, Dęblina, Puław i Lublina.
Eskadra wspierała oddziały 1 Armii startując z lotniska mokotowskiego. W okresie Bitwy Warszawskiej szczególnie zasłużyła się w walkach w okolicach Radzymina.
W walkach została zestrzelona załoga: sierż. Władysław Wójtowski i por. Henryk Sommerfeld. Ranny pilot z trudem doprowadził maszynę do własnych linii. W następnych dniach eskadra prowadziła rozpoznanie na korzyść jednostek grupy uderzeniowej nacierającej znad Wieprza. 16 sierpnia rozpoznaniem objęto rejon Żelechowa, Stoczka Łukowskiego, Siedlec i Radzynia Podlaskiego, a następnego dnia pojedyncze załogi 17 eskadry wywiadowczej działały między Kałuszynem i Węgrowem zwalczając wycofujące się oddziały sowieckiej 15 Armii.
19 sierpnia, w związku z całkowitym sukcesem polskiego przeciwuderzenia, nastąpiło przegrupowanie jednostek lotniczych. 17 eskadrę wywiadowczą podporządkowano dowództwu 4 Armii oraz przeniesiono na lotnisko w rejonie Pułtuska. Z tego miejsca eskadra prowadziła loty wywiadowcze i obserwowała ruchy wojsk sowieckich wycofujących się w kierunku Prus Wschodnich.
Załoga ppor. Adolf Dubrawski i por. Jan Petrażycki stwierdziła, że wojska sowieckie, zmuszone do przejścia granicy pruskiej, po drugiej stronie załadowują się do transportów i odjeżdżają w kierunku wschodnim.
25 sierpnia oddziały polskie się działania pościgowe za rozbitymi oddziałami sowieckimi. Na kilka tygodni nastąpiła stabilizacja linii frontu, a jednostki Wojska Polskiego, w tym lotnicze, przeszły kolejną reorganizację. Wycofano, w celu uzupełnienia, eskadry najbardziej wyczerpane intensywnymi walkami. Były to 2., 8. i 21 eskadra. Poza nimi na tyłach przebywały także inne eskadry. Były to: 3., 11., 14., 17. i 18. oraz (4.) eskadra toruńska.
Po reorganizacji ugrupowanie wojsk polskich na północnym odcinku frontu składało się z 2. i 4 Armii. Zmienił się też przydział lotnictwa do poszczególnych związków operacyjnych. W skład lotnictwa 2 Armii wchodziły: 1., 12. i 16 eskadra wywiadowcza oraz 13 eskadra myśliwska. Eskadry 1. i 13. stacjonowała w Dojlidach, a eskadry 12. i 16. w Markowszczyznie.
W tym czasie w skład lotnictwa 4 Armii wchodziły tylko eskadry: 10. i 17 eskadra wywiadowcza. We wrześniu dołączyła 3 eskadra wywiadowcza.
W połowie września eskadra powróciła do Warszawy. Tu otrzymała 3 samoloty w zasadzie nie nadające się do lotów.
Z Warszawy eskadra przeniosła się do Brześcia, gdzie weszła w skład 4 Armii.
Po wejściu w życie rozejmu, eskadra przeniesiona została na lotnisko koło Przemyśla w celu przezbrojenia.
Tam, na mocy rozkazu z 18 stycznia 1921 eskadry 6. i 17. połączono tworząc nową 6 eskadrę wywiadowczą.
Ogółem załogi 17 eskadry wywiadowczej wykonały 58 lotów bojowych w czasie 132 godzin. Zginęło 2 lotników.

## Żołnierze eskadry
| Dowódcy eskadry                                       |                                      |                                 |
| Stopień                                               | Imię i nazwisko                      | Okres pełnienia służby          |
| kpt. pil.                                             | Jan Strwiąż-Smolnicki                | IX 1919 – † 18 IV 1920          |
| por. pil. obs.                                        | Tadeusz Wereszczyński                | 18 IV 1920 – IX 1920            |
| por. pil.                                             | Władysław Kalkus                     | IX 1920 – 18 I 1921             |
| Personel latający okresu wojny polsko – bolszewickiej |                                      |                                 |
| Obserwatorzy                                          | Obserwatorzy                         | Piloci                          |
| por. pil. obs. Tadeusz Wereszczyński                  | por. pil. obs. Tadeusz Wereszczyński | kpt. pil. Jan Strwiąż–Smolnicki |
| por. obs. Henryk Sommerfeld                           | por. obs. Henryk Sommerfeld          | por. pil. Jan Truczka           |
| por. obs. Jan Petrażycki                              | por. obs. Jan Petrażycki             | por. pil. Władysław Kalkus      |
| por. obs. Jan Romejko                                 | por. obs. Jan Romejko                | ppor. pil. Teofil Dziama        |
| ppor. obs. Stanisław Nazarkiewicz                     | ppor. obs. Stanisław Nazarkiewicz    | ppor. pil. Jan Zacharewicz      |
| ppor. obs. Michał Smigiero                            | ppor. obs. Michał Smigiero           | ppor. pil. Adolf Dubrowski      |
| ppor. obs. Stefan Jeznach                             | ppor. obs. Stefan Jeznach            | sierż. pil. Władysław Wójtowski |
| pchor. obs. Stefan Kozubski                           | pchor. obs. Stefan Kozubski          | sierż. pil. Franciszek Nowak    |
| pchor. obs. Marian Dylski                             | pchor. obs. Marian Dylski            | plut. pil. Szczepan Matuszewski |

## Wypadki lotnicze
- 18 kwietnia 1920 ginie dowódca eskadry kpt. pil. Jan Strwiąż-Smolnicki oraz sierż. mech. Władysław Wierzbicki, którzy startowali na oblot samolotu Breguet XIV[3].
- 3 grudnia 1920 podczas lotu ćwiczebnego zginęli sierż. pil. Franciszek Nowak oraz plut. pil. Szczepan Matuszewski[3].

## Samoloty eskadry

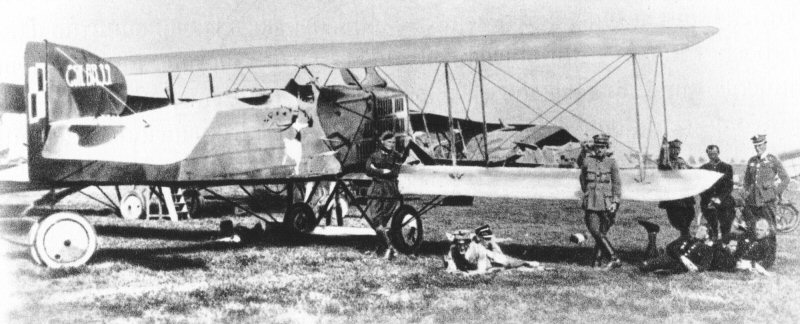
Breguet 14 A2
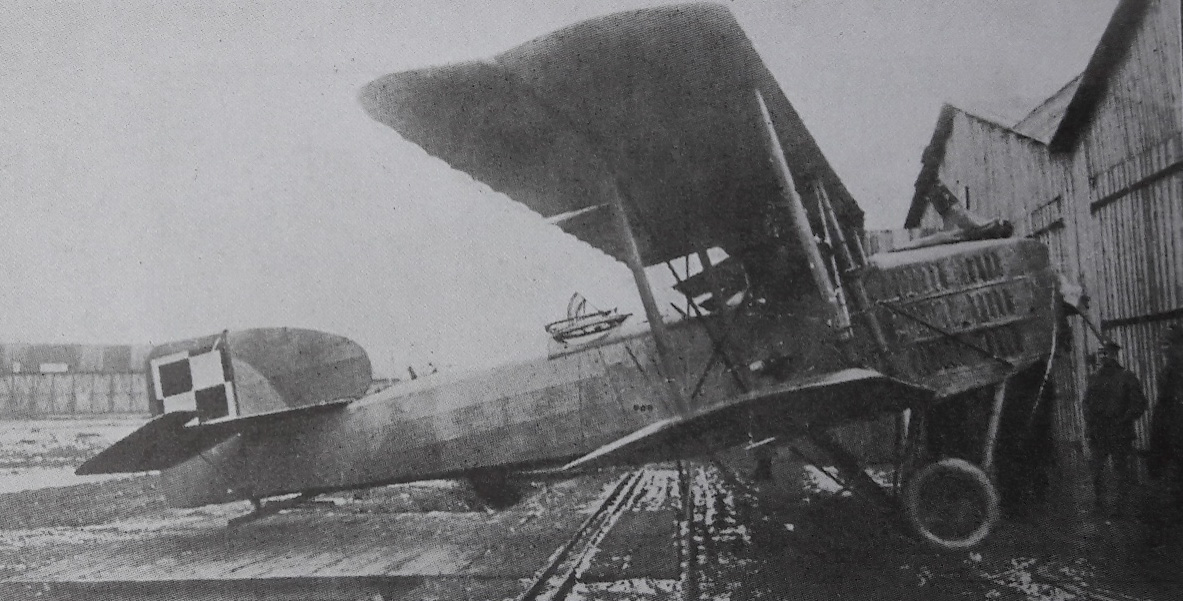
Breguet 14 B2